# Casa de Diego

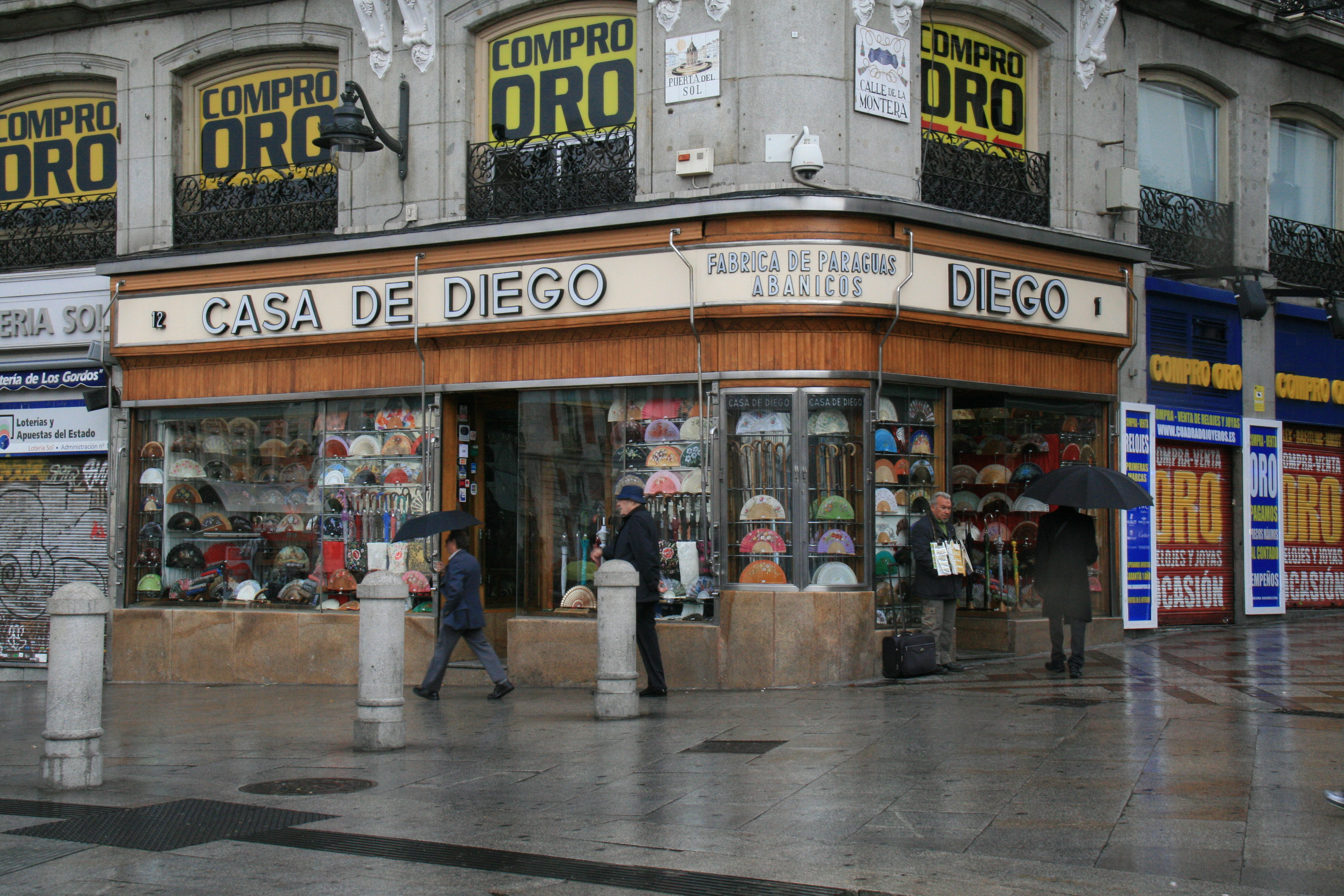
Aspecto del establecimiento en la Puerta del Sol de Madrid (en 2012

Casa de Diego es un antiguo comercio de Madrid fundado hacia finales del siglo xviii en la calle del Carmen y localizado en el siglo xxi en la Puerta del Sol n.º 12. El establecimiento está dedicado a la venta de abanicos y paraguas, y entre su clientela se cuentan algunas casas reales europeas y señaladas damas de diversas partes del mundo.
Conocida su existencia en el siglo anterior, la Casa de Diego no aparece en una referencia escrita hasta 1823. Del original emplazamiento junto a la iglesia del Carmen (en el local abierto por el asturiano Fernando de Torre  en el número 27 de la calle del Carmen), se trasladó a la de San Alberto, esquina a la calle de la Montera y luego más abajo, esquina a Sol. El escaparate del establecimiento de Sol (también esquina a Montera) continúa exhibiendo lujosos abanicos, peinetas, velos, mantillas y mantones de Manila, además de bastones y paraguas y sombrillas de todo tipo. Un anuncio conservado como eslogan de la casa, anuncia que «Mañana lloverá», mientras en el interior llenan sus vitrinas abanicos artísticos pintados a mano, y engarzados en nácar, hueso, marfil y maderas nobles, con cabritilla, tela, encaje de Bruselas, e incluso plumas. El negocio familiar tiene su taller artesano y una segunda tienda en la vecina calle de Mesonero Romanos número 4, administrado por la saga Llerandi de Diego.
Su catálogo cuenta con más de 8.000 modelos de abanicos diferentes y de fabricación artesanal, con precios que oscilan de 20 a 6.000 euros. El 50% de las ventas de abanicos son adquisiciones de turistas en Madrid.